# Маріан Сипневський
Маріан Сипневський (пол. Marian Sypniewski, нар. 30 квітня 1955) — польський фехтувальник на рапірах, дворазовий бронзовий (1980 та 1992 роки) призер Олімпійських ігор, чемпіон світу.

## Виступи на Олімпіадах
| Олімпіада      | Дисципліна           | Місце |
| -------------- | -------------------- | ----- |
| Москва 1980    | командна рапіра      | 3     |
| Москва 1980    | командна шабля       | 4     |
| Сеул 1988      | індивідуальна рапіра | 27    |
| Сеул 1988      | командна рапіра      | 5     |
| Барселона 1992 | індивідуальна рапіра | 6     |
| Барселона 1992 | командна рапіра      | 3     |